# متیل‌لیتیم
متیل‌لیتیم (به انگلیسی: Methyllithium) یک ترکیب شیمیایی با شناسه پاب‌کم ۲۷۲۴۰۴۹ است. 